# Iwan Siłajew
Iwan Stiepanowicz Siłajew (ros. Ива́н Степа́нович Сила́ев, ur. 21 października 1930 w Bachtyzinie w obwodzie niżnonowogrodzkim, zm. 8 lutego 2023 w Niżnym Nowogrodzie) – radziecki i rosyjski polityk, premier Rosji (1990–1991), od 24 sierpnia do 26 grudnia 1991 ostatni premier ZSRR, Bohater Pracy Socjalistycznej (1975).

## Życiorys
W 1954 ukończył studia w Instytucie Lotniczym w Kazaniu ze specjalnością „inżynier mechanik budowy samolotów”. Pracował w fabryce lotniczej w Gorkim (obecnie Niżny Nowogród), gdzie był m.in. majstrem, kierownikiem warsztatu i dyrektorem fabryki (od 1971). Pracował głównie przy konstrukcji MiGów. Od 19 grudnia 1980 do 20 lutego 1981 minister przemysłu narzędziowego ZSRR, od 20 lutego 1981 do 1 listopada 1985 minister przemysłu lotniczego ZSRR. 1981-1991 członek KC KPZR, od 1 listopada 1985 do 9 października 1990 zastępca przewodniczącego Rady Ministrów ZSRR, od 18 czerwca 1990 do 26 września 1991 przewodniczący Rady Ministrów Rosyjskiej FSRR, od 24 sierpnia do 26 grudnia 1991 ostatni premier ZSRR.

## Odznaczenia i nagrody
- Medal „Sierp i Młot” Bohatera Pracy Socjalistycznej (1975)
- Order Lenina (dwukrotnie – 1971 i 1975)
- Order Rewolucji Październikowej (1981)
- Nagroda Leninowska (1972)
- Order Przyjaźni (Czechosłowacka Republika Socjalistyczna, 1984)